# Økonomistyrelsen
Økonomistyrelsen er en styrelse under Finansministeriet, der arbejder med økonomistyring og regnskabsaflæggelse i staten, og rådgivning  i offentlige institutioner.
Økonomistyrelsen blev oprettet i 1995 og blev i 2003 fusioneret med Finansstyrelsen. I januar 2011 blev styrelsen delt i Økonomistyrelsen og Statens Administration . Den 31. oktober samme år blev den lagt sammen med Personalestyrelsen og navngivet Moderniseringsstyrelsen. Ved udflytning af personaleafdelingen til Medarbejder- og Kompetencestyrelsen har Moderniseringsstyrelsen fået sit oprindelige navn tilbage, og den hedder fra marts 2020 igen Økonomistyrelsen.
Styrelsen har ansvar for økonomistyring, Statens Indkøb og en række af statens It-systemer, og har til huse på Landgreven i København.